# IHF Cup 1988-1989 (pallamano maschile)
La IHF Cup 1988-1989 è stata l'8ª edizione del terzo torneo europeo di pallamano maschile per ordine di importanza dopo la Coppa dei Campioni e la Coppa delle Coppe. È stata organizzata dall'International Handball Federation, la federazione internazionale di pallamano. La competizione è iniziata nell'ottobre 1988 e si è conclusa a maggio 1989.
Il torneo è stato vinto dalla compagine tedesca del TuRU Düsseldorf per la 1ª volta nella sua storia.

## Risultati

### Primo turno
| Squadra 1              | Squadra 2            | Andata                      | Ritorno                        | Totale  |
| ---------------------- | -------------------- | --------------------------- | ------------------------------ | ------- |
| TuRU Düsseldorf        | Hapoel Ramat Gan     | Düsseldorf, 29 ottobre 1988 | Düsseldorf, 30 ottobre 1988    | 49 - 36 |
| TuRU Düsseldorf        | Hapoel Ramat Gan     | 24 - 17                     | 25 - 19                        | 49 - 36 |
| SL Benfica             | Sporting Club Gaeta  | Lisbona, 29 ottobre 1988    | Gaeta                          | 53 - 44 |
| SL Benfica             | Sporting Club Gaeta  | 29 - 19                     | 24 - 25                        | 53 - 44 |
| Politechnica Timisoara | Mas Mea-Elveta       | Timișoara, 30 ottobre 1988  | Atene                          | 62 - 33 |
| Politechnica Timisoara | Mas Mea-Elveta       | 31 - 14                     | 31 - 19                        | 62 - 33 |
| HC Initia Hasselt      | Debrecen Dózsa       | Hasselt, 30 ottobre 1988    | Debrecen                       | 30 - 29 |
| HC Initia Hasselt      | Debrecen Dózsa       | 15 - 11                     | 15 - 18                        | 30 - 29 |
| Banik Karvina          | HV Tachos Waalwijk   | Karviná, 29 ottobre 1988    | Waalwijk                       | 38 - 24 |
| Banik Karvina          | HV Tachos Waalwijk   | 22 - 12                     | 16 - 12                        | 38 - 24 |
| SPE Strovolos Nicosia  | RK Pelister          | Nicosia, 30 ottobre 1988    | Bitola                         | 35 - 93 |
| SPE Strovolos Nicosia  | RK Pelister          | 15 - 45                     | 20 - 48                        | 35 - 93 |
| PIF Pargas             | Ystads IF            | Pargas, 29 ottobre 1988     | Ystad                          | 39 - 62 |
| PIF Pargas             | Ystads IF            | 24 - 29                     | 15 - 33                        | 39 - 62 |
| Fredensborg IL         | FH Hafnafjordur      | Oslo, 30 ottobre 1988       | Hafnarfjörður, 5 novembre 1988 | 54 - 55 |
| Fredensborg IL         | FH Hafnafjordur      | 30 - 25                     | 24 - 30                        | 54 - 55 |
| Fivers Margareten      | Red Boys Differdange | Vienna, 30 ottobre 1988     | Differdange, 5 novembre 1988   | 45 - 39 |
| Fivers Margareten      | Red Boys Differdange | 21 - 16                     | 24 - 23                        | 45 - 39 |

### Ottavi di finale
| Squadra 1              | Squadra 2                | Andata                              | Ritorno                                 | Totale  |
| ---------------------- | ------------------------ | ----------------------------------- | --------------------------------------- | ------- |
| TuRU Düsseldorf        | SL Benfica               | Düsseldorf, 10 dicembre 1988        | Lisbona, 17 dicembre 1988               | 31 - 26 |
| TuRU Düsseldorf        | SL Benfica               | 19 - 15                             | 12 - 11                                 | 31 - 26 |
| Politechnica Timisoara | TSV St. Omar San Gallo   | Timișoara, 10 dicembre 1988         | San Gallo, 17 dicembre 1988             | 41 - 35 |
| Politechnica Timisoara | TSV St. Omar San Gallo   | 21 - 18                             | 20 - 17                                 | 41 - 35 |
| Cajamadrid             | HC Initia Hasselt        | Alcalá de Henares, 10 dicembre 1988 | Hasselt, 17 dicembre 1988               | 54 - 38 |
| Cajamadrid             | HC Initia Hasselt        | 35 - 13                             | 19 - 25                                 | 54 - 38 |
| USM Gagny              | Hellerup IK              | Gagny, 10 dicembre 1988             | Copenaghen, 17 dicembre 1988            | 35 - 41 |
| USM Gagny              | Hellerup IK              | 18 - 18                             | 17 - 23                                 | 35 - 41 |
| RK Pelister            | Banik Karvina            | Bitola, 10 dicembre 1988            | Karviná, 17 dicembre 1988               | 50 - 46 |
| RK Pelister            | Banik Karvina            | 27 - 20                             | 23 - 26                                 | 50 - 46 |
| Ystads IF              | ASK Vorwärts Francoforte | Ystad, 10 dicembre 1988             | Francoforte sull'Oder, 17 dicembre 1988 | 32 - 60 |
| Ystads IF              | ASK Vorwärts Francoforte | 21 - 30                             | 11 - 30                                 | 32 - 60 |
| HC Minaur Baia Mare    | FH Hafnafjordur          | Baia Mare, 10 dicembre 1988         | Hafnarfjörður, 17 dicembre 1988         | 58 - 63 |
| HC Minaur Baia Mare    | FH Hafnafjordur          | 39 - 31                             | 19 - 32                                 | 58 - 63 |
| Fivers Margareten      | SKIF Krasnodar           | Vienna, 10 dicembre 1988            | Krasnodar, 17 dicembre 1988             | 33 - 46 |
| Fivers Margareten      | SKIF Krasnodar           | 16 - 20                             | 17 - 26                                 | 33 - 46 |

### Quarti di finale
| Squadra 1                | Squadra 2              | Andata                               | Ritorno                          | Totale  |
| ------------------------ | ---------------------- | ------------------------------------ | -------------------------------- | ------- |
| TuRU Düsseldorf          | Politechnica Timisoara | Düsseldorf, 12 marzo 1989            | Timișoara, 20 marzo 1989         | 40 - 32 |
| TuRU Düsseldorf          | Politechnica Timisoara | 22 - 12                              | 18 - 20                          | 40 - 32 |
| Hellerup IK              | Cajamadrid             | Copenaghen, 12 marzo 1989            | Alcalá de Henares, 20 marzo 1989 | 47 - 61 |
| Hellerup IK              | Cajamadrid             | 29 - 27                              | 18 - 34                          | 47 - 61 |
| ASK Vorwärts Francoforte | RK Pelister            | Francoforte sull'Oder, 12 marzo 1989 | Bitola, 20 marzo 1989            | 38 - 35 |
| ASK Vorwärts Francoforte | RK Pelister            | 22 - 13                              | 16 - 22                          | 38 - 35 |
| FH Hafnafjordur          | SKIF Krasnodar         | Hafnarfjörður, 12 marzo 1989         | Krasnodar, 20 marzo 1989         | 33 - 49 |
| FH Hafnafjordur          | SKIF Krasnodar         | 14 - 24                              | 19 - 25                          | 33 - 49 |

### Semifinali
| Squadra 1      | Squadra 2                | Andata                           | Ritorno                               | Totale  |
| -------------- | ------------------------ | -------------------------------- | ------------------------------------- | ------- |
| Cajamadrid     | TuRU Düsseldorf          | Alcalá de Henares, 9 aprile 1989 | Düsseldorf, 16 aprile 1989            | 37 - 40 |
| Cajamadrid     | TuRU Düsseldorf          | 20 - 16                          | 17 - 24                               | 37 - 40 |
| SKIF Krasnodar | ASK Vorwärts Francoforte | Krasnodar, 9 aprile 1989         | Francoforte sull'Oder, 16 aprile 1989 | 31 - 32 |
| SKIF Krasnodar | ASK Vorwärts Francoforte | 19 - 14                          | 12 - 18                               | 31 - 32 |

### Finale
| Squadra 1       | Squadra 2                | Andata     | Ritorno               | Totale  |
| --------------- | ------------------------ | ---------- | --------------------- | ------- |
| TuRU Düsseldorf | ASK Vorwärts Francoforte | Düsseldorf | Francoforte sull'Oder | 32 - 30 |
| TuRU Düsseldorf | ASK Vorwärts Francoforte | 17 - 12    | 15 - 18               | 32 - 30 |

## Campioni
| Vincitore della IHF Cup 1988-1989 |
| --------------------------------- |
| TuRU Düsseldorf 1º titolo         |